# Моттальчіата
Моттальчіата (італ. Mottalciata, п'єм. La Mòta) — муніципалітет в Італії, у регіоні П'ємонт, провінція Б'єлла.
Моттальчіата розташована на відстані близько 530 км на північний захід від Рима, 65 км на північний схід від Турина, 19 км на південний схід від Б'єлли.
Населення — 1435 осіб (2014).

## Демографія
Населення за роками:

Станом на 1 січня 2023 року в муніципалітеті офіційно проживало 40 іноземців з 13 країн, серед них 19 громадян країн Євросоюзу та 2 громадяни України.

## Сусідні муніципалітети
- Бенна
- Буронцо
- Кастеллетто-Черво
- Коссато
- Джиффленга
- Лессона
- Массацца
- Вілланова-Б'єллезе